# Timochreon
Timochreon är ett släkte av fjärilar. Timochreon ingår i familjen tjockhuvuden.
Kladogram enligt Catalogue of Life:
| Timochreon | \| \| Timochreon doria \| \| \| \| \| \| Timochreon forta \| \| \| \| \| \| Timochreon satyrus \| \| \| \| \| \| Timochreon tampa \| \| \| \| |
|            | \| \| Timochreon doria \| \| \| \| \| \| Timochreon forta \| \| \| \| \| \| Timochreon satyrus \| \| \| \| \| \| Timochreon tampa \| \| \| \| |
|            | Timochreon doria |
|            | |
|            | Timochreon forta |
|            | |
|            | Timochreon satyrus |
|            | |
|            | Timochreon tampa |
|            | |